# 說文諧聲孳生述
《說文諧聲孳生述》共三卷，清陳立撰。現存《續修四庫全書》本，乃據上海辭書出版社圖書館藏光緒二十六年（1900）徐氏（徐乃昌，1862－1936）積學齋刻本影印。是書自序撰於道光丁酉（1837）。
《清史稿》卷四百八十二（列传二百六十九）载：

又以古韵之学敝蚀已久，而声音之原，起於文字，说文谐声，即韵母也。因推广归安姚氏《说文声系》之例，刺取许书中谐声之文，部分而缀叙之。以象形、指事、会意为母，以谐声为子，其子之所谐，又即各缀於子下。其分部则兼取顾、江、戴、孔、王、段、刘、许诸家，精研而审核之，订为二十部，成《说文谐声孳生述》三卷。